# ロブスター
ロブスター（英: Lobster）は、狭義にはエビ目（十脚目）・ザリガニ下目・アカザエビ科（ネフロプス科）・ロブスター属 (Homarus) に分類される甲殻類2種を指す。
ザリガニ下目、ひいてはエビ類としても最大級の大きさで、西洋料理では高級食材として扱われる。食材名としては「オマール（仏: Homard）」「オマール海老」「オマールロブスター」「ウミザリガニ」とも呼ぶ。
広義の「ロブスター」は、イセエビやアカザエビなども含めた大型の歩行型エビ全般を指す総称で、淡水産ザリガニ類のマロンや、鑑賞用に飼育されるショウグンエビ類なども含む。ちなみにイセエビ類は英語でスパイニーロブスター（"Spiny lobster"、棘のあるロブスター）と呼ばれる。

## 種類
- ヨーロッパウミザリガニ H. gammarus (Linnaeus, 1758) - 大西洋のノルウェーから地中海近辺に分布
- アメリカウミザリガニ H. americanus (H. Milne Edwards, 1837) - カナダからカリブ海までの大西洋西岸に分布

アフリカ南岸には類似種のケープ・ロブスター Homarinus capensis (Herbst, 1792) が分布し、これも「ロブスター」として流通することがあるが、市場に出る量は少なく味も劣るとされる。かつてはこの種もロブスター属に分類されていたが、1995年に一属一種で ホマリヌス属が設定された。トリスタンダクーニャ特産のトリスタン・ロック・ロブスター (Tristan rock lobster) はミナミイセエビ属であるため日本では『トリスタン産の伊勢海老』と紹介されることもある。

## 特徴

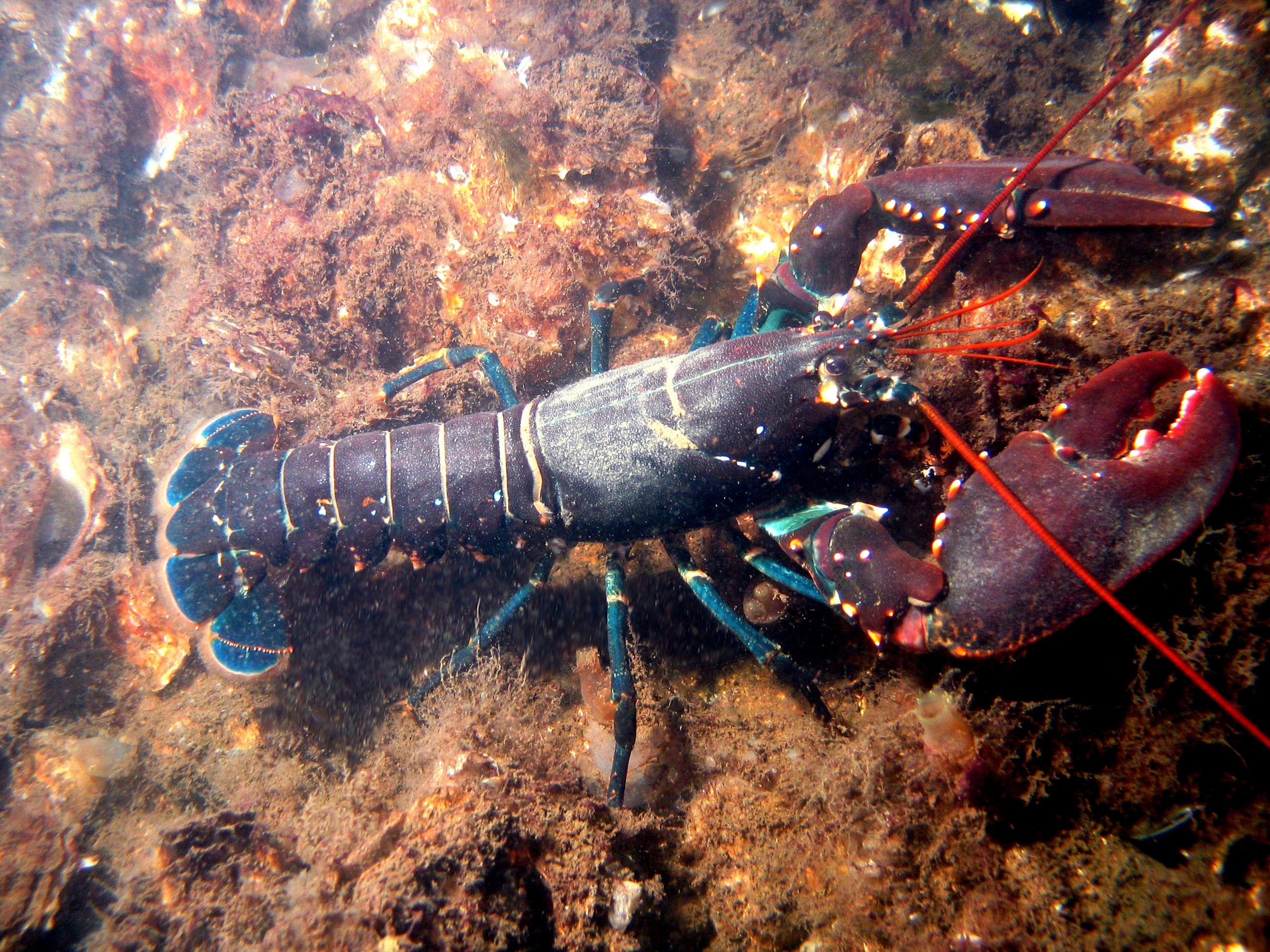
ロブスター

体長は50 cmに達し、アメリカウミザリガニは体長120 cmに達する個体が漁獲されることもある。
ザリガニ類の例に漏れず、第一歩脚が強大な鋏脚となっている。ただしこの鋏脚は威嚇のみに用い、生活孔の掘削や採餌には口元の小さな顎脚を用いる。
鋏脚の関節部には数本の棘があるが、体には棘が少なく、体表はわりと滑らかである。2対の触角のうち第二触角は体長よりも長い。体色は暗赤色、灰色から薄い黄色など様々であり、これは生息する岩場の環境に関係すると言われる。全身が美しい青紫色の個体も存在する。
浅い海の岩礁や砂礫底に孔を掘って単独生活をする。寿命は極めて長く、推定年齢100年程のものも発見される。2009年1月9日、ニューヨークでレストラン『シティー・クラブ・アンド・シーフード』を営むキース・バレンティが入手した体重9 kgのロブスターが海に返された。バレンティによると、ロブスターの年齢は体重から概算でき、このロブスターは約140歳と推定されるという。
ロブスターが長寿であったり不老不死と称され紹介される理由は本来細胞分裂の際に失われるテロメアがロブスターに於いてはテロメア合成酵素が活性化しており、この酵素によって細胞分裂の際にテロメアが失われる事なく安定して維持されるためである。更に脱皮する毎に内臓も新しい物に入れ替わる文言を見かけるが此れも誤って伝わったものである。外骨格であるため成長するには脱皮し続けなければならないが、骨格が入れ替わるのだから内臓もそうだろうと安易な想像で広まったものが定着したと推測される。実際には、脱皮と同時に内臓もそのサイズに合わせて成長をし続け、結果体格に見合った臓器になっている。先述した通りロブスターの細胞には寿命が無く生きている限りは老化する事なく常に若々しい状態であり臓器も例外ではない。
しかし長寿でありながらその個体が見かけられないのには外骨格であることが最大の弱点となり、脱皮直後の外骨格が硬化する前に捕食されてしまったり脱皮不全によって命を落としてしまったりする事による。

## 利用
籠漁などで漁獲される。ロブスターは獰猛で、仲間同士傷つけ合うことも珍しくないため、水揚げされたロブスターはすぐにゴムバンドで鋏脚を固定され、そのまま市場に出回る。
卵の入った卵巣は珊瑚色をしているためフランス語でコライユ (Corail)、英語でコーラル (Coral) と呼ばれる。卵巣からは美味な出汁が出るため、料理人は特に産卵前の雌を求める。産卵して卵を腹部に抱えているロブスターの卵巣は小さく縮んでおり、目につきにくい。カニなどの「みそ」にあたる中腸腺も賞味される。
肉は白く、イセエビよりも弾力があり、タラバガニに近い質感である。洋風料理では、茹でたり蒸したりしてレモン汁や溶かしバターをつけて食べるほか、縦に半割りしてグリルまたはローストにする。ビスクというスープにすることもある。流通網が発達した20世紀末頃からは日本にも輸入されている。

### 調理法を規制する動き
2019年、イギリス労働党は、動物愛護の観点から公約の一つに「ロブスターを生きたままゆでる調理法の禁止」を掲げた。